# Івах Онуфрій
Онуфрій Тимкович Івах (*25 червня 1900, Підпилип'я — †26 березня 1964, Вінніпег) — український поет, прозаїк, перекладач, журналіст у Канаді.

## З біографії
Народився 25 червня 1900 р. у с. Підпилип'я Борщівського повіту (Західна Україна), що було на той час у складі Австро-Угорської імперії. У 1909 р. з батьками прибув до Канади, закінчив середню школу в Давфині, здобув вищу освіту — спочатку навчався в Інституті ім. Петра Могили, а в 1929 р. закінчив Саскачеванський університет.  Автор ліричних медитацій (зб. «Бойова сурма України», 1931; «Українське євшан-зілля в Канаді» , 1960), поеми «Той, кого світ ловив, та не спіймав» (1932, 2-е видання 1945, про Г.Сковороду), повісті «Голос землі» (1937, 2-е видання 1973) —про життя українських емігрантів у провінції Манітоба в 20-х рр.; драми «Відлет журавля» (1923), а також книжки «Цікаві оповідання з давньої історії Канади» (1944). Уклав і переклав англійською мовою антологію «Українські пісні і лірика» (1933), написав до неї вступ. До антології ввійшли народні пісні, вірші 21 українського поета — І.Котляревського («Сонце низенько, вечір близенько»), Т.Шевченка (заспів до балади «Причинна», «Садок вишневий коло хати», «Огні горять, музика грає», «Заповіт», «І небо невмите, і заспані хвилі» та ін.), І.Франка («Як почуєш вночі край свойого вікна», «Отсе тая стежечка»), М.Шашкевича («Веснівка»), Б.Лепкого («Видиш, брате мій») та ін. 1947 опублікував (у власному перекладі) збірку українських народних пісень і пісень літературного походження «Співаймо ж!». Перекладений ним вірш Т.Шевченка «Розрита могила» вміщено в англомовній праці «Тарас Шевченко і західноєвропейська література» Ю.Бойка (Лондон, 1956). Перекладав українською мовою твори англійських письменників. Написав «Самовчитель української мови для початківців» (1946, 2-е видання 1953), у вступі до якого подав характеристику української мови і художнього слова України. 1960 опублікував «Українську читанку з словником і примітками» (у співавторстві з П.Юзиком), де вміщено тексти з українського класичного і сучасного письменства, в тому числі з творів українських письменників Канади. Учителював в українських колоніях, був лектором української історії та літератури в Інституті ім. П. Могили та
його філії у Вінніпезі, потім співредактором «Українського голосу» (з 1932 по 1964 р.), «Нового шляху» (з 1942 р.). 26 березня 1964 (згідно даних «Української літературної енциклопедії» — 2 травня) р. помер у Вінніпезі, там і похований.

## Родина
В 1937 році одружився в Вінніпезі з Віолою Бланш Гофманн (1914—15.05.2009). В шлюбі народилося двоє дітей — син Роберт (Боб) Томас (Robert Thomas Ewach) (20.09.1938—26.05.2016) (в 1968 одружився з Гізер Гарді (Heather Hardy), дітей не мали) та донька Лайла, в шлюбі Мітчелл (Lila Mitchell), яка має сина Лоуренса (Ларрі) та доньку Лорейн.

## Твори
- Івах О. Бойова сурма України. — Вінніпег, 1931.
- Івах О. Вірші // Хрестоматія української літератури в Канаді. — Едмонтон, 2000. — С. 24-25.
- Івах О. Голос землі. Коротка повість з життя в Канаді. 2-е вид. — Вінніпег: Тризуб, 1973. — 122 с.
- Івах О. Той, кого світ ловив, та не спіймав. — Вінніпег, 1932.
- Івах О. Українське зілля в Канаді. — Вінніпег, 1960.